# 韩振祥
韩振祥（1948年12月—），男，内蒙古察哈尔右翼前旗人（一作山西阳高），中华人民共和国政治人物，曾任内蒙古自治区政协副主席。